# Comunità Montana dell’Alta Val di Vara

Karte der Comunità

Die Comunità Montana dell’Alta Val di Vara war eine Comunità montana in der italienischen Region Ligurien. Politisch gehörte sie zu der Provinz La Spezia und bestand aus den Gemeinden Carro, Carrodano, Maissana, Rocchetta di Vara, Sesta Godano, Varese Ligure und Zignago.
Durch ein Regionalgesetz aus dem Jahr 2010 wurden die Comunità montane der Region Ligurien abgeschafft. Die Verwaltungsgemeinschaft befindet sich in Liquidation.

## Geographie
Das Territorium der Comunità montana befand sich zwischen den Gemeinden der Cinque Terre, der toskanischen Provinz Massa-Carrara, der Metropolitanstadt Genua, der Provinz Parma und der Comunità Montana della Media e Bassa Val di Vara.